# Elaine Rosa Salo
Elaine Rosa Salo (Kimberley, 1962 – Delaware, 13 de agosto de 2016) fue una investigadora portuguesa defensora los derechos de las mujeres y las comunidades negras, y comenzó su carrera en la década de 1980 en respuesta a la violencia racial del régimen del apartheid.

## Trayectoria
Fue la tercera hija de Rosa, profesora de primaria, y Edgar "Pax" Salo, albañil y músico, que influyó en que Elaine desarrollara su gusto por la música, especialmente por el jazz. Asistió a la escuela secundaria William Pescod en Kimberly. En 1980, sus excelentes resultados la llevaron a ser admitida en la Universidad de Ciudad del Cabo (UCT) para obtener una licenciatura en antropología, que terminó en 1984.
La confrontación con el racismo estructural de la UCT motivó su participación política, en particular con grupos organizados de mujeres. En 1981, se unió a la United Women's Organization de Western Cape (UWO), que en 1986 se unió al Woman's Front y se convirtió en el United Women's Congress (UWCO). Esta organización fue crucial para el surgimiento del United Democratic Front (UDF) de Sudáfrica. Su trabajo con las mujeres se extendió a los movimientos comunitarios y religiosos de Cape Flats, en particular a las mujeres de Manenberg, que se centraron en las condiciones de vida de las comunidades negras frente a la violencia racial del régimen del apartheid.
Salo obtuvo su maestría en estudios de desarrollo de la Universidad Clark en Massachusetts en 1986 y su doctorado en antropología con la tesis "Respectable Mothers, Tough Men and Good Daughters: Producing Persons in Manenberg Township, South Africa"  (Madres respetables, hombres duros e hijas buenas: Produciendo Personas en el Municipio de Manenberg, Sudáfrica) de la Universidad Emory en 2004.
Formó parte del Instituto Africano de Género de la UCT de 2000 a 2008, donde colaboró con la revista Feminist Africa con varios artículos. Más tarde, asumió el cargo de directora del Departamento de Estudios de Género y de la Mujer de la Universidad de Pretoria en Sudáfrica.
En 2014, se unió al cuerpo docente de la Universidad de Delaware, donde impartió clases sobre política del agua en el Sur global, política de sociedades en transición, género y política. La carrera científica de Salo se centró principalmente en cuestiones de género, identidad, violencia, construcción social de las masculinidades y el machismo, feminismo en África, sexualidad, patriarcado y derechos de la mujer.
Salo falleció a los 54 años, después de una larga batalla de 16 años contra el cáncer.

## Reconocimientos
En 2016, se creó un premio en su honor, "The Elaine Salo Honours Prize", por Anthropology Southern Africa, la asociación profesional de antropólogos sociales que viven y trabajan en el sur de África. La Asociación para los Derechos de la Mujer en el Desarrollo (AWID) le rindió homenaje en honor a su carrera y su contribución a los derechos de la mujer.